# Monuments culturels du district de Bor
Cet article recense les monuments culturels du district de Bor en Serbie.

## Liste
| ID      | Monument                                                          | Adresse                                                                           | Municipalité           | Datation              | Photo |
| ------- | ----------------------------------------------------------------- | --------------------------------------------------------------------------------- | ---------------------- | --------------------- | ----- |
| SK 215  | Monastère de Koroglaš                                             | 44° 15′ 36″ N, 22° 31′ 40″ E                                                      | Negotin (Miloševo)     | Début du XVe siècle   |       |
| SK 223  | Poudrière de Hajduk Veljko à Negotin                              | Hajduk Veljkova 44° 13′ 37″ N, 22° 31′ 53″ E                                      | Negotin                | 1804-1813             |       |
| SK 243  | Vieille église de la Mère-de-Dieu de Negotin                      | 44° 13′ 33″ N, 22° 32′ 25″ E                                                      | Negotin                | 1803                  |       |
| SK 284  | Forteresse de Fetislam                                            | 44° 36′ 56″ N, 22° 36′ 08″ E                                                      | Kladovo                | 1524                  |       |
| SK 286  | Église de la Sainte-Trinité de Brza Palanka                       | 44° 29′ 00″ N, 22° 27′ 10″ E                                                      | Kladovo (Brza Palanka) |                       |       |
| SK 299  | Église de la Sainte-Trinité de Negotin                            | 44° 13′ 36″ N, 22° 31′ 53″ E                                                      | Negotin                | 1872-1874             |       |
| SK 300  | Église de l'Ascension de Jabukovac                                | 44° 20′ 54″ N, 22° 23′ 07″ E                                                      | Negotin (Jabukovac)    | 1868-1871             |       |
| SK 310  | Maison de Stevan Mokranjac à Negotin                              | Dositejeva 7 44° 13′ 33″ N, 22° 31′ 50″ E                                         | Negotin                | Milieu du XIXe siècle |       |
| SK 314  | Église en bois de Brestovac                                       | 44° 11′ 02″ N, 22° 24′ 18″ E                                                      | Negotin (Brestovac)    |                       |       |
| SK 315  | Église en bois de Popovica                                        | 4° 13′ 21″ N, 22° 16′ 56″ E                                                       | Negotin (Popovica)     |                       |       |
| SK 316  | Église en bois de Trnjane                                         | 44° 13′ 12″ N, 22° 21′ 27″ E                                                      | Negotin (Trnjane)      |                       |       |
| SK 319  | Monastère de Bukovo                                               | Bukovski put 44° 12′ 56″ N, 22° 29′ 33″ E                                         | Negotin (Bukovo)       | XIIIe siècle          |       |
| SK 327  | Konak du prince Miloš à Brestovačka Banja                         | 44° 03′ 37″ N, 22° 02′ 39″ E                                                      | Bor (Brestovac)        | 1837                  |       |
| SK 328  | Palais d'été du prince Alexandre Karađorđević à Brestovačka Banja | 44° 03′ 37″ N, 22° 02′ 37″ E                                                      | Bor (Brestovac)        | 1856                  |       |
| SK 334  | Monument de Hajduk Veljko Petrović à Negotin                      | Trg Stevana Mokranjca 44° 13′ 35″ N, 22° 31′ 50″ E                                | Negotin                | 1892                  |       |
| SK 335  | Bâtiment du musée de la Krajina                                   | Vere Radosavljević 1 44° 13′ 29″ N, 22° 31′ 53″ E                                 | Negotin                | Fin du XIXe siècle    |       |
| SK 336  | Bâtiment de l'Académie de pédagogie à Negotin                     | Trg Đorđa Stanojevića 44° 13′ 47″ N, 22° 31′ 47″ E                                | Negotin                | 1910                  |       |
| SK 337  | Bâtiment de la Maison de la jeunesse Stanko Paunović à Negotin    | Badnjevska 5 44° 13′ 59″ N, 22° 31′ 35″ E                                         | Negotin                | 1923-1924 ; 1955      |       |
| SK 338  | Ensemble de vieilles fontaines à Vidrovac                         | Centre 44° 16′ 03″ N, 22° 29′ 29″ E                                               | Negotin (Vidrovac)     |                       |       |
| SK 339  | Bâtiment de la Maison de la JNA à Negotin                         | Angle des rues Ljube Nešića et Dobrile Radosavljević 44° 13′ 29″ N, 22° 31′ 55″ E | Negotin                | Début du XXe siècle   |       |
| SK 340  | Maison rurale à Brestovac                                         | 44° 11′ 07″ N, 22° 24′ 13″ E                                                      | Negotin (Brestovac)    |                       |       |
| SK 341  | Moulin Đokin à Brestovac                                          | 44° 11′ 07″ N, 22° 24′ 14″ E                                                      | Negotin (Brestovac)    |                       |       |
| SK 342  | Vieux cimetière de Rajac                                          | 44° 05′ 44″ N, 22° 32′ 52″ E                                                      | Negotin (Rajac)        | XIXe siècle           |       |
| SK 343  | Vieux cimetière de Rogljevo                                       | 44° 07′ 11″ N, 22° 33′ 59″ E                                                      | Negotin (Rogljevo)     | XIXe siècle           |       |
| SK 459  | Maison de Momčilo Ranković à Rajac                                | 44° 05′ 38″ N, 22° 33′ 29″ E                                                      | Negotin (Rajac)        |                       |       |
| SK 460  | Vieille maison de ville à Negotin                                 | Dobrile Radosavljević 2 44° 13′ 30″ N, 22° 32′ 03″ E                              | Negotin                |                       |       |
| SK 465  | Maison de Stanko Paunović à Brestovac                             | 44° 11′ 07″ N, 22° 24′ 13″ E                                                      | Negotin (Brestovac)    |                       |       |
| SK 475  | Bâtiment de la vieille poste à Brza Palanka                       | 44° 28′ 00″ N, 22° 27′ 00″ E                                                      | Kladovo (Brza Palanka) |                       |       |
| SK 609  | Table de Trajan                                                   | 44° 39′ 03″ N, 22° 18′ 14″ E                                                      | Kladovo (Tekija)       | Début du IIe siècle   |       |
| SK 873  | Bâtiment de la Faculté technique de Bor                           | Vojske Jugoslavije 12 44° 04′ 54″ N, 22° 05′ 45″ E                                | Bor                    |                       |       |
| SK 913  | Monument aux soldats serbes et français de 1912-1918 à Bor        | Moše Pijade 44° 04′ 34″ N, 22° 05′ 58″ E                                          | Bor                    |                       |       |
| SK 914  | Monument de Petar Radovanović à Bor                               | 44° 04′ 46″ N, 22° 05′ 55″ E                                                      | Bor                    |                       |       |
| SK 915  | Monument de Miklós Radnóti près du lac de Bor                     | Lac de Bor 44° 03′ 21″ N, 22° 06′ 09″ E                                           | Bor                    |                       |       |
| SK 916  | Bivouac des Partisans                                             | 44° 04′ 37″ N, 22° 05′ 53″ E                                                      | Bor (Brusovo)          |                       |       |
| SK 945  | Église de la Dormition-de-la-Mère-de-Dieu de Slatina              | 44° 02′ 25″ N, 22° 09′ 44″ E                                                      | Bor (Slatina)          |                       |       |
| SK 1468 | Vieille fonderie à Majdanpek                                      | 44° 22′ 05″ N, 21° 54′ 26″ E                                                      | Majdanpek              | 1852-1855             |       |
| SK 2054 | Bâtiment de la Maison de la culture à Bor                         | Moše Pijade 19 44° 04′ 30″ N, 22° 05′ 56″ E                                       | Bor                    |                       |       |
| SK 2070 | Bain turc du prince Miloš à Brestovačka Banja                     | 44° 03′ 37″ N, 22° 02′ 39″ E                                                      | Bor (Brestovac)        |                       |       |
| SK 2088 | Bâtiment commercial situé 5 Trg oslobođenja à Bor                 | Trg oslobođenja 5 44° 04′ 40″ N, 22° 05′ 57″ E                                    | Bor                    |                       |       |
| SK 2089 | Station de signalisation Pena dans la gorge de Đerdap             | Đerdap 44° 37′ 07″ N, 22° 16′ 27″ E                                               | Kladovo (Tekija)       |                       |       |